# Campeonato Mundial de Halterofilismo de 2022 - Mais de 87 kg feminino
A categoria mais de 87 kg feminino foi um evento do Campeonato Mundial de Halterofilismo de 2022, disputado em Bogotá, na Colômbia, no dia 15 de dezembro de 2022.

## Calendário
Horário local (UTC-5)
| Dia            | Horário | Fase    |
| -------------- | ------- | ------- |
| 15 de dezembro | 11:30   | Grupo B |
| 15 de dezembro | 16:30   | Grupo A |

## Medalhistas
| Evento    | Ouro            | Ouro   | Prata                | Prata  | Bronze                    | Bronze |
| --------- | --------------- | ------ | -------------------- | ------ | ------------------------- | ------ |
| Arranque  | Li Wenwen (CHN) | 141 kg | Sarah Robles (USA)   | 127 kg | Duangaksorn Chaidee (THA) | 126 kg |
| Arremesso | Li Wenwen (CHN) | 170 kg | Emily Campbell (GBR) | 165 kg | Duangaksorn Chaidee (THA) | 160 kg |
| Total     | Li Wenwen (CHN) | 311 kg | Emily Campbell (GBR) | 287 kg | Duangaksorn Chaidee (THA) | 286 kg |

## Recordes
Antes desta competição, o recorde mundial da prova era o seguinte:
| Recorde         | Tipo      | Atleta          | Peso   | Local     | Data                |
| Recorde Mundial | Arranque  | Li Wenwen (CHN) | 148 kg | Tasquente | 25 de abril de 2021 |
| Recorde Mundial | Arremesso | Li Wenwen (CHN) | 187 kg | Tasquente | 25 de abril de 2021 |
| Recorde Mundial | Total     | Li Wenwen (CHN) | 335 kg | Tasquente | 25 de abril de 2021 |

## Resultado
Os resultados foram os seguintes.
| Pos.              | Atleta                    | Grupo | Arranque (kg) | Arranque (kg) | Arranque (kg) | Arranque (kg)     | Arremesso (kg) | Arremesso (kg) | Arremesso (kg) | Arremesso (kg)    | Total |
| Pos.              | Atleta                    | Grupo | 1             | 2             | 3             | Resultado         | 1              | 2              | 3              | Resultado         | Total |
| ----------------- | ------------------------- | ----- | ------------- | ------------- | ------------- | ----------------- | -------------- | -------------- | -------------- | ----------------- | ----- |
| Medalha de ouro   | Li Wenwen (CHN)           | A     | 130           | 141           | 141           | Medalha de ouro   | 166            | 170            | —              | Medalha de ouro   | 311   |
| Medalha de prata  | Emily Campbell (GBR)      | A     | 119           | 122           | 125           | 5                 | 157            | 161            | 165            | Medalha de prata  | 287   |
| Medalha de bronze | Duangaksorn Chaidee (THA) | A     | 120           | 124           | 126           | Medalha de bronze | 155            | 158            | 160            | Medalha de bronze | 286   |
| 4                 | Sarah Robles (USA)        | A     | 120           | 125           | 127           | Medalha de prata  | 151            | 151            | 155            | 7                 | 282   |
| 5                 | Son Young-hee (KOR)       | A     | 116           | 121           | 124           | 6                 | 156            | 159            | 161            | 4                 | 280   |
| 6                 | Halima Abdelazim (EGY)    | A     | 118           | 122           | 125           | 4                 | 148            | 153            | 157            | 8                 | 275   |
| 7                 | Lisseth Ayoví (ECU)       | A     | 110           | 115           | 120           | 7                 | 145            | 151            | 155            | 6                 | 275   |
| 8                 | Park Hye-jeong (KOR)      | A     | 115           | 115           | 119           | 8                 | 155            | 159            | 161            | 5                 | 274   |
| 9                 | Nurul Akmal (INA)         | A     | 105           | 110           | 115           | 10                | 145            | 145            | 150            | 10                | 260   |
| 10                | Crismery Santana (DOM)    | A     | 112           | 116           | 119           | 9                 | 138            | 141            | —              | 12                | 257   |
| 11                | Lyubov Kovalchuk (KAZ)    | B     | 108           | 110           | 114           | 13                | 140            | 146            | 146            | 9                 | 256   |
| 12                | Naryury Pérez (VEN)       | B     | 110           | 114           | 116           | 11                | 135            | 135            | 141            | 11                | 255   |
| 13                | Yaniuska Espinosa (VEN)   | B     | 110           | 114           | 114           | 12                | 133            | 136            | —              | 13                | 243   |
| 14                | Sarah Fischer (AUT)       | B     | 99            | 103           | 106           | 14                | 128            | 132            | 136            | 14                | 238   |
| 15                | Yuna Nakajima (JPN)       | B     | 98            | 103           | 103           | 15                | 125            | 125            | 135            | 16                | 223   |
| 16                | Tereza Králová (CZE)      | B     | 80            | 85            | 88            | 16                | 100            | 107            | 114            | 17                | 195   |
| 17                | Ligare Makungu (KEN)      | B     | 71            | 74            | 78            | 17                | 95             | 100            | 102            | 18                | 169   |
| —                 | Emma Friesen (CAN)        | B     | 106           | 107           | 107           | —                 | 125            | 125            | 130            | 15                | —     |
| —                 | Kuinini Manumua (TGA)     | B     | —             | —             | —             | —                 | —              | —              | —              | —                 | —     |